# Philoros
Philoros is een geslacht van vlinders van de familie spinneruilen (Erebidae), uit de onderfamilie Arctiinae.

## Soorten
- P. affinis Rothschild
- P. laura Hampson, 1898
- P. neglecta Boisduval, 1832
- P. nora Druce, 1906
- P. obscurata Hampson, 1901
- P. opaca Boisduval, 1870
- P. perirrorata Hampson, 1901
- P. quadricolor Walker, 1866
- P. rubriceps Walker, 1854